# 赤シャツ隊

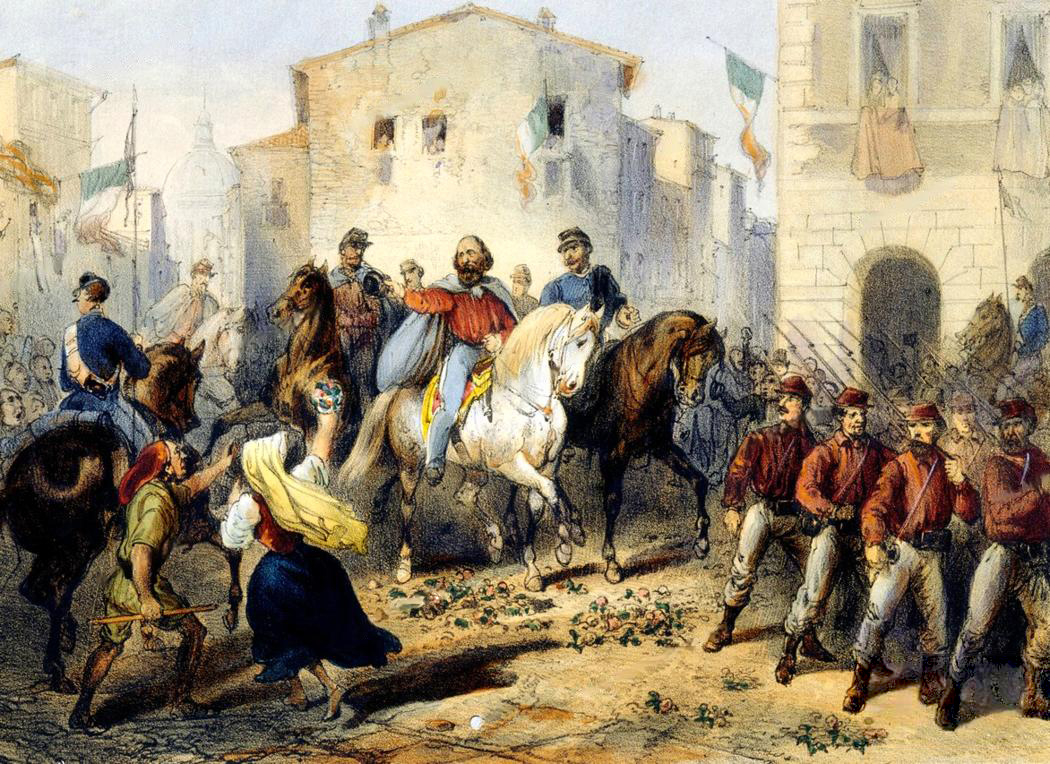

赤シャツ隊（あかシャツたい、Camicie rosse）は、ガリバルディとその配下の兵からなる私設部隊を指す言葉で、直訳すると「赤いシャツ達」である。
1843年、ガリバルディはアルゼンチンの独裁者ロサスが征服しようとしていたウルグアイ共和国を守るためにモンテヴィデオに500人のイタリア人を義勇軍として集め、その頃からガリバルディと配下の義勇兵達は、赤いシャツを自らの目印として選択していた。
ガリバルディは、自らの会社用の僅かな資産が利用でき、肉屋が良く着ていたシャツであった赤い毛織物を見つけ、それらを彼の軍隊に着せた。これは彼がブエノスアイレスやニューヨークに滞在したときに見たものが参考となったとされる。
その後、赤いシャツはイタリア王国の誕生において主役となった。